# Doktor Faustus
Doktor Faustus är en roman från 1947 av den tyske författaren Thomas Mann.
Doktor Faustus är en roman som använder sig av Faust-myten, att sälja sin själ till djävulen, på ett eget sätt. Här finns inslag både av folkbokens Faust och Goethes. När Mann skrev boken hade andra världskriget avslutats för två år sedan och romanen behandlar indirekt även nazisternas handlingar och hur vanligt folk dras med i grymheterna.
Romanen utkom 2015 i svensk nyöversättning av Ulrika Wallenström.